# Напреенков, Андрей Алексеевич
Андре́й Алексе́евич Напре́енков (11 мая 1950 года) — советский и российский спортсмен, мастер спорта по шашкам, судья, журналист, пропагандист игры в шашки, особенно в столбовые.

## Биография
В 1978 г. окончил Ленинградский институт текстильной и легкой промышленности им. С. М. Кирова (Санкт-Петербургский университет промышленных технологий и дизайна). Доцент кафедры физического воспитания, директор спортивного клуба Университета.
Автор книг по шашкам. В конце 2008 года занял второе место на чемпионате Европы среди ветеранов.
Проживает в Санкт-Петербурге.
Семья
Мать: Кузнецова Галина Иосифовна (1924 — 7 февраля 2009).